# Le Petit Bard
Pour le poisson, voir Petit bar.
Le Petit Bard est une copropriété unique de 860 logements (848 selon le recensement de 1999) qui a donné son nom à un quartier de l'ouest de Montpellier.

## Géographie
Le quartier est situé entre les quartiers des Cévennes au nord et de Celleneuve au sud-ouest et dans le canton de Montpellier-7.
Il se trouve à proximité du carrefour où se croisent la route de Lodève et les avenues de contournement ouest de la ville, ainsi que de l'échangeur entre ces avenues et la voie rapide avenue de la Liberté partant du sud du centre-ville pour rejoindre la route nationale N 109 Montpellier-Clermont-l’Hérault (future autoroute A 750).
Deux lignes de bus et la troisième ligne du tramway desservent le quartier.
Classé en zone urbaine sensible (ZUS) depuis 1996, la partie « Le Petit Bard, Pergola » du quartier est également une zone de redynamisation urbaine en raison des difficultés économiques et sociales d'une grande partie de sa population notamment d'une grande délinquance dans ce quartier très sensible. En 2005, est signée avec l'Agence nationale pour la rénovation urbaine une convention de rénovation urbaine. Avec l'abolition des ZUS 2015, le Petit Bard est intégré au sein d'un quartier prioritaire, avec 5 697 habitants et un taux de pauvreté de 58 %.

## Histoire
Avant les années 1960, l'espace qu'occupe aujourd'hui Le Petit Bard était principalement agricole.
- Juillet 1962 : livré deux ans après la délivrance du permis de construire le Petit Bard fut construit rapidement[4]. La résidence du Petit Bard devait offrir 848 logements aux nouveaux venus. Comme plusieurs grands ensembles, la résidence fut construite rapidement et avec des matériaux moins coûteux[5].  Mais ce type de construction devait se révéler plus problématique dans la vie future.
- Années 1970 : les premiers habitants du quartier commencèrent à quitter les lieux[réf. souhaitée]. Certains[Lesquels ?] vendaient leurs appartements pour acheter une maison dans la ville ou dans ses alentours. D’autres louaient le bien qu’ils avaient alors acquis.
- Années 1980 : Devient l'un des rares quartiers de la ville où on trouve encore des habitations à des loyers « abordables ».[réf. souhaitée]
- À partir de 1998, plusieurs syndics se succèdent et pratiquent une gestion chaotique[évasif] : conditions d'habitation délabrées[6] et prix astronomiques[évasif].
- fin 2001, le syndic du Petit-Bard est en faillite : plus de 2 millions d'euros de déficit[7]. Une centaine d'habitants portent plainte pour détournements de charges par plusieurs syndics entre 1998 et 2001. L'affaire n'est pas encore réglée à ce jour.
- juin 2004 à la suite d'un incendie[8] dû à la vétusté[9] des installations électriques, la mort d'un homme[10] provoque la colère des habitants qui s'organisent et occupent le gymnase[11] durant tout l'été, soutenus par le MIB et le DAL (avec notamment la venue de José Bové[12]). Les habitants revendiquent la réhabilitation du quartier.
- 2005 : le financement de la réhabilitation du quartier fait l'objet d'un bras de fer politique[13] entre Hélène Mandroux-Colas, maire de Montpellier et son prédécesseur, Georges Frêche, président de la communauté d'agglomération Montpellier Agglomération.
- avril 2014 : dans le cadre de la rénovation urbaine engagée par l'ANRU, la tour H, haute de 50 mètres et composée de 18 étages, a été démolie par implosion le 14 avril[14].

Ce quartier a une mauvaise réputation.

## Équipements
Le quartier est équipé d'une Maison pour tous (François Villon) et depuis 2005 d'une médiathèque (William Shakespeare). Deux groupes scolaires (Louis Armstrong et Joseph Delteil) accueillent les enfants. 
La mosquée Ibn Sina, située au cœur du quartier, est la plus grande mosquée de Montpellier.